# Jozef Šabršula
Jozef Šabršula (9. října 1902 – ???) byl slovenský a československý poválečný politik, poslanec Prozatímního Národního shromáždění a Ústavodárného Národního shromáždění za Demokratickou stranu, později za Stranu práce.

## Biografie
V roce 1944 se rovněž podílel na vzniku Demokratické strany jako spojení různých nesocialistických proudů slovenského odboje. Sjezd strany v červenci 1945 ho zvolil do funkce jednoho z místopředsedů. V letech 1945–1946 byl poslancem Prozatímního Národního shromáždění zastupujícím Demokratickou stranu. V březnu 1946 ale vystoupil z poslaneckého klubu demokratů a byl nadále nazařazeným poslancem, který jako hospitant spolupracoval s klubem Československé sociální demokracie. V té době se již angažoval při vzniku nové politické strany nazvané Strana práce. Ta se začala rodit na jaře 1946 a v březnu 1946 byl Šabršula na stranické konferenci v Žilině zvolen jedním ze čtyř jejích místopředsedů.
V parlamentu setrval Šabršula do parlamentních voleb v roce 1946, v nichž byl zvolen poslancem Ústavodárného Národního shromáždění za Stranu práce (jako jeden z jejích pouhých dvou poslanců). Tato strana se v roce 1947 spojila s Československou sociální demokracií a byla nadále její zemskou organizací na Slovensku. V parlamentu setrval formálně do parlamentních voleb v roce 1948.